# Przemislaus I. (Teschen)

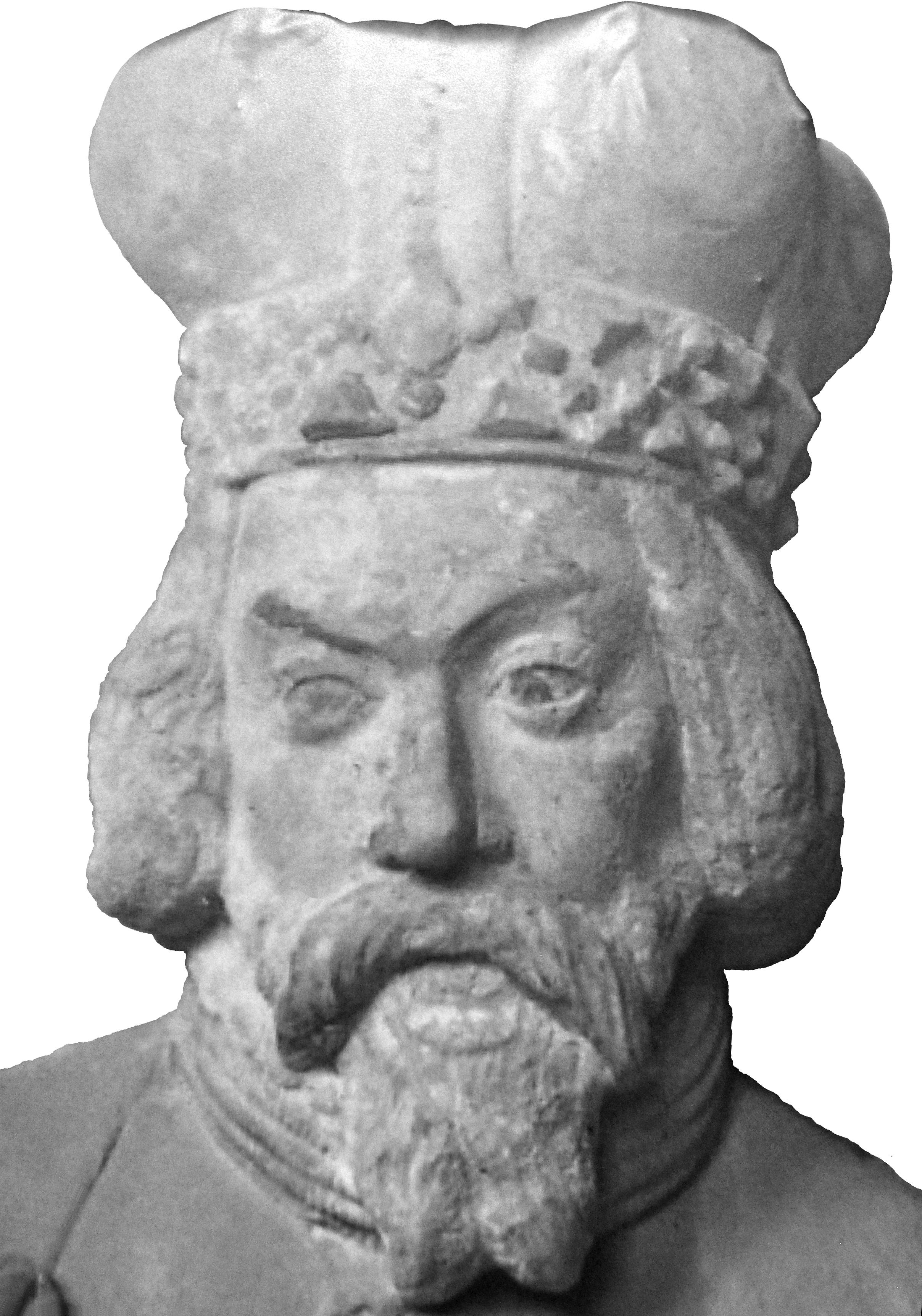
Przemislaus I.

Przemislaus I. (auch Przemislaw, Premek, Primko; tschechisch Přemyslav I. Nošák, polnisch Przemysław I Noszak; * zwischen 1332 und 1336; † 1410) war von 1358 bis 1410 Herzog von Teschen, ab 1369 Erbe von halb Beuthen, halb Tost und halb Gleiwitz sowie ab 1384 von halb (königlich) Glogau und halb Steinau und einem Anteil von Guhrau. Er bekleidete das Amt eines kaiserlichen Hofrichters und 1384 des Reichsvikars für die böhmischen Länder.
Wegen seiner Tätigkeit als erfolgreicher Berater und Diplomat der römisch-deutschen und böhmischen Könige Karl IV. und Wenzel gilt er als der bedeutendste Herzog von Teschen und als der fähigste der schlesischen Herzöge seiner Zeit.

## Herkunft und Familie
Przemislaus entstammte dem Teschener Zweig der Schlesischen Piasten. Seine Eltern waren Herzog Kasimir I. und Eufemia von Masowien. Um 1360/63 vermählte er sich mit Elisabeth († nach 1373), Tochter des Herzogs Boleslaus von Beuthen. Der Ehe entstammten die Kinder
- Przemislaus/Primislaus I., 1400–1406 Herzog von Auschwitz
- Bolko I., 1410–1431 Herzog von Teschen, 1410–1414 Herzog von Auschwitz
- Anna († 1403), verheiratet mit Herzog Heinrich IX. von Lüben, Haynau und Ohlau († 1419/20)

## Leben
Da Przemislaus ältere Brüder Wladislaus und Boleslaus beim Tod des Vaters 1358 bereits verstorben waren, trat Przemislaus dessen Nachfolge als Herzog von Teschen an. Zugleich erbte er Sewerien, das vorher kurze Zeit zum Herzogtum Schweidnitz gehörte. Der seit 1354 geführte Erbstreit um den Besitz des verstorbenen Boleslaus von Beuthen, dessen Tochter Elisabeth mit Przemislaus verlobt war, konnte erst 1369 beigelegt werden. Przemislaus erhielt halb Beuthen einschließlich Tost und Peiskretscham sowie halb Gleiwitz, während die restlichen Besitzungen seines vor 25 Jahren verstorbenen Schwiegervaters an das Herzogtum Oels fielen.
1365 begleitete Przemislaus Kaiser Karl IV. zum Papst Urban V. nach Avignon. Als kaiserlicher Bevollmächtigter verabredete er 1372 mit dem ungarischen Palatin Wladislaus II. von Oppeln sowie dem päpstlichen Nuntius die Ehe von Karls IV. damals vierjährigem Sohn Sigismund mit der ungarischen Königstochter Maria. Vor 1377 erwarb er vom Herzogtum Ratibor als Pfandschaft die  Herrschaft Sorau.
Nach Karls Tod 1378 gehörte Przemislaus zum engsten Beraterkreis des Römisch-deutschen und böhmischen Königs Wenzel, der ihm das gleiche Vertrauen wie sein Vater entgegenbrachte. 1381 verhandelte er in England erfolgreich die Eheschließung von Wenzels Schwester Anna mit dem englischen König Richard II., die ein Jahr später stattfand. Für diese Mission wurde er vom englischen König mit einem Jahresgehalt belohnt, und König Wenzel übertrug ihm 1384 den königlichen Anteil von halb Glogau, zu dem seit 1375 auch halb Guhrau gehörte sowie halb Steinau, das er 1404 jedoch wieder verlor.
Nach der Gefangennahme des Königs Wenzel 1384 bekleidete Przemislaus das Amt des Reichsvikars, weshalb er vorübergehend seinen Wohnsitz in Frankfurt am Main nahm. Zusammen mit dem Markgrafen Jobst von Mähren, dem Breslauer Bischof Konrad von Oels und dem Olmützer Bischof Johann Sobieslav sowie den Herzögen von Liegnitz, Oels, Glogau und Troppau schloss Przemislaus 1389 in Hotzenplotz einen Vertrag zur Wahrung des Landfriedens und zu gegenseitigem Schutz vor dem mährischen Markgrafen Prokop. Nach Wenzels neuerlicher Verhaftung und Verschleppung nach Österreich 1393 blieb Przemislaus seinem König treu. 1394 brachte er ihn zusammen mit dessen Stiefbruder Johann von Görlitz und anderen Adeligen nach Böhmen zurück. Nach Wenzels Absetzung 1396, der die vom Troppauer Herzog Johann II. veranlassten Morde auf der Burg Karlstein vorangegangen waren, bei denen Wenzels Räte und Günstlinge Stefan Poduška von Martinitz, Stefan von Opočno, Burkhard Strnad von Janowitz und der Prior des Johanniterordens Marquard von Strakonitz den Tod fanden, versuchte Przemislaus in Frankfurt vergeblich, sich für König Wenzel einzusetzen. 1397 gehörte Przemislaus zu den Unterzeichnern eines Abkommens, dem auch der Breslauer Bischof und die Herzöge von Liegnitz, Glogau, Oppeln und Auschwitz sowie der polnische König Władysław II. Jagiełło gehörten. Mit dem Abkommen wurde die Sicherung der gemeinsamen Grenzen und die künftige Verhinderung von Unruhen in diesem Gebiet verabredet, wobei Herzog Przemislaus zum „Ältesten“ bestimmt wurde, wodurch ihm bestimmte Rechte zustanden.
Nachdem König Wenzel von seinem Nachfolger Sigismund zusammen mit dessen Vetter Prokop von Mähren gefangen genommen und nach Wien gebracht wurden, kam 1402 unter maßgeblicher Beteiligung Przemislaus der Schlesische Bund zustande, der die Befreiung und Wiedereinsetzung Wenzels beabsichtigte und die Wahrung des Landfriedens verfolgte. 1406 fiel ihm das Herzogtum Auschwitz zu, das sein gleichnamiger, 1406 ermordete Sohn Przemislaus I. erst ein Jahr vorher von Johann II. von Teschen-Auschwitz ererbt hatte.
Da Przemislaus in seinen letzten Jahren an starkem Podagra gelitten hatte, musste er in einer Sänfte getragen werden musste. Deshalb erhielt er nach seinem Tod 1410 den Beinamen Nošák/Noszek („der Getragene“). Sein Leichnam wurde in der Dominikanerkirche in Teschen beigesetzt. Seine Grabplatte soll künstlerisch nach dem Vorbild der Tumba des böhmischen Königs Ottokar II. Přemysl gestaltet worden sein.